# ぼくたちは勉強ができない
『ぼくたちは勉強ができない』（ぼくたちはべんきょうができない）は、筒井大志による日本の漫画。『週刊少年ジャンプ』（集英社）において、2017年10号から2021年3・4合併号まで連載された。2021年3月時点でシリーズ累計発行部数は440万部を突破している。略称は「ぼく勉」。ヒロインたちを志望大学に合格させるため、男子高校生の主人公が教育係として奮闘するラブコメディ。

## 作風
筒井にとって9作目、『週刊少年ジャンプ』では初となる連載作品。話数カウントは「問○」で、サブタイトルには必ず「[x]」が入る。
筒井のデビュー作『エスプリト』が、本作では劇中劇として登場している。また同作キャラクター「ガリオレ人形」が毎話作中どこかに1体隠れているお遊び要素がある。
受験をテーマにしており、高校3年生への進級直後から大学受験に至るまでの学生生活と受験までの日々、そして恋愛模様を描いている。
なお、結末は問69を分岐点としたマルチエンディング方式を採用しており、うるかルート「白銀の漆黒人魚姫編」の完結後はパラレルストーリー「ぼくたちは勉強はできない Route:if」として、理珠ルート「機械仕掛けの親指姫編」、文乃ルート「文学の森の眠り姫編」、あすみルート「明日の夜の小妖精編」、真冬ルート「薄氷の女王編」が描かれた。当初は伏せられており、うるかルート完結時に発表された。そして最終回ではそれぞれのヒロインが自分がメインとなったルートの未来の記憶を持った状態で始まる第6のルートの存在を示唆して物語は閉じた。

## ストーリー
主人公の唯我成幸は、一ノ瀬学園に通う高校3年生。一ノ瀬学園には歴代の生徒の中でも特に優秀な生徒に限り、大学進学にかかる全ての費用を学校側が負担する特別VIP推薦の制度があり、貧しい家族に楽な生活をさせたいと願う成幸はその推薦を獲得すべく日夜勉学に励んでいたものの、理系科目で緒方理珠に、文系科目では古橋文乃に後れをとっていた。
そんな中、成幸は推薦の審査面談にて学園長から条件付きで推薦を許可される。その条件とは、「理珠と文乃の2人の教育係に就き、2人が志望する大学に合格させる」ということだった。しかし、2人はいずれも他人が羨む才覚を持ちながらも、それぞれ不得手な分野に強い憧れや将来の夢を見いだしており、理系科目が得意な理珠は文系の大学、文系科目が得意な文乃は理系の大学をそれぞれ志望していた。いずれも志望科目の成績は壊滅的で、またいずれも天性の才覚に頼るタイプであるため、互いに得意科目を教え合うのも上手くいかない。さらに成幸は、スポーツ特待生だが勉強全般が苦手な武元うるかの面倒も見ることになる。
彼女たちが抱える、本気で打ち込みたいことが上手くいかない苦しみに共感するところのあった成幸は、才能に恵まれずとも努力で自分の成績を伸ばしてきた今までの経験を生かして勉強の仕方を教え、彼女たちの希望する進路を尊重しようと奮闘する。また前任の教育係であり、自身の苦い経験から、無謀な夢を諦めさせて天賦の才能を生かす方向に導くべきだとして成幸の方針に批判的な立場を取る教師の桐須真冬にも、どうにか歩み寄り、方針を認めてもらおうとする。
学園の文化祭には、カップルが成立するジンクスがあり、起点にルートが分岐する。

## 登場人物
声の項はテレビアニメ版の声優。

### 主要人物
唯我 成幸（ゆいが なりゆき）
声 - 逢坂良太
本作品の主人公。一人称は「俺」。3年B組所属。
凡人出の秀才。黒髪の短髪で、瞳の色は小豆色。眼鏡をかけている。幼少期から要領が悪く、中学1年生のときは居残り勉強していても成績は全部平均以下であった。しかし、努力を重ねることで成績を伸ばし、高校では努力型の秀才として常に上位の成績をキープしている。好きな女性のタイプは「貧乏でも一所に家族を支えてくれる人」。
天才である文乃と理珠の前では一歩及ばないこともあって目立たず、当初は2人からも名前を憶えて貰えなかった。
独自の方法で教育方法を導き出したり、テキストを一晩で作成するなど人に物を教えることに関しては天才性も秘めている。これは以前から友人達に対し苦手な個所を纏めて書いた写しのノートを渡していた経験に培われた部分も大きく、そうした友達想いの行動から友人達からの信頼も篤い。また、努力を積み重ねて成果を出してきたため、人の努力は種類を問わず素直に評価できる。
裁縫を得意とし妹弟の服を手縫いで作れるほどの腕前を持つ。手揉みマッサージの腕も相当で、天然ゴッドハンドと呼ばれるほど。
デジタル機器の扱いが壊滅的に下手で、運動能力も低いため体育の成績は低い。水泳に関しては赤点回避のため真冬とうるかの指導を受け25メートルは泳げるようになった。
催眠耐性はゼロで、暗示に簡単にかかってしまう。
家は貧乏で金銭感覚は非常にシビア。父は5年前に死去しており現在は母と妹弟3人との5人暮らしである。
本人は家族に楽をさせるために特別VIP推薦を狙っており、推薦資格は得たものの条件として理珠と文乃、後にうるかの教育係に任命された。天才2人に勉強を教えていることから、予備校では勘違いされて「影の帝王」と呼ばれる。
しかし、やりたいことがある文乃や理珠やうるかと違って家族のために大学に進むことしか考えていなかったため、三者面談で担任から指摘されるまで「自分がやりたいこと」を決めていなかったことに気付けなかった。そして、教育係としての日々を通してやりたいことに気づき、教育大学への進学のため特別VIP推薦を辞退する。これにより教育係をする義務はなくなったが、自分の意思で引き続き3人の面倒を見ている。
進路を見据えてからは経済的な不安を解消するため、空いた時間をバイトに充てて学費を稼ぎ、不足分は父の遺産で補っている。
センター試験初日の朝に、試験会場に向かう途中に階段から落下して左脚を痛めてしまい試験時間に間に合わなくなりそうになるが、うるかと真冬のおかげで何とか間に合い試験を受けられ、自己採点でも良い結果を残す。
二次試験で六花教育大学を受験し、合格する。
第1回キャラクター人気投票での順位は7位（437票）。第2回キャラクター人気投票での順位は9位（136票）。

緒方 理珠（おがた りず）
声 - 富田美憂
本作のヒロインの1人。数学・物理においては敵う者がいないと言われる通称「機械仕掛けの親指姫」。一人称は「私」。3年F組所属。西中のOG。
容姿は杏色のショートヘアに眼鏡を掛けている。瞳の色は群青色。身長は143センチメートルと低めだが胸は大きく、成幸がランジェリーショップで測った際は91センチメートルでGカップ。低身長は本人も気にしており、うるかに指摘された際には「ちんまくありません！」と言い返している。 寝相が非常に悪い。
理系では無類の優秀さを誇るが、数値化できない基準や理論化できない分野を苦手とするため、相手の感情を読み取ることが難しく、文系は学年最下位レベルである。
趣味はアナログゲーム。幼少期に祖母から祖母自作のボードゲームをプレゼントされたこともありボードゲームが好きになる。しかし、幼少期から他人への関心が薄かったため祖母とばかり遊んでおり、祖母の死後は一人でボードゲームをするようになっている。
人の感情を読み取ることが苦手なため対人戦では弱い。そんな自分に対する悔しさから心理でゲームに勝ちたいという想いを抱き、心理学を学ぶために文系の大学を志望する。
性格はかなり負けず嫌いで、淡々と振る舞っているように見えて感情的になりやすい。また、お化け・暗闇、高所、運動、酒気、辛いものも苦手とし、文系以外にも弱点は多いが、その負けん気ゆえに指摘されると強がって否定しがちのため、苦手分野に直面すると切り捨てる発想があり、弱点克服の枷となっている。
実家は「緒方うどん」で、うどんを取り出してすすめることが多く、決まった時間に店の手伝いのために下校したり、夜には出前も行ったりしている。
当初は理系授業で隣の席の成幸の名前も認識していなかったが、教育に心血を注ぐ成幸に関心を示し、名前を憶え「唯我さん」と呼ぶようになる。文乃・うるかが成幸と名前で呼び合っているのを見てからは自分も「成幸さん」と呼ぶようになる。
無自覚ながら成幸に恋愛感情を抱くようになり、成幸の言動に一喜一憂し、他の女性と仲良くすると動揺しているが、恋心を自覚していないため自分の感情が理解できずに戸惑っている。勉強強化合宿の際、崖から滑った拍子に成幸とキスする。
高校1年からずっと文乃に憧れ自分を嫌っていたが、成幸のアイデアで文乃も同じ気持ちであることや亡き祖母の思いを知って自分を好きになり、同時に成幸への恋心を自覚する。
二次試験で弓弦羽大学の心理学科を受験し、合格する。
第1回キャラクター人気投票での順位は4位（2421票）。第2回キャラクター人気投票での順位は4位（1803票）。
機械仕掛けの親指姫編
大学1年生となり真冬と成幸が以前訪れた事故物件で紗和子とルームシェアしている。Hカップ。高校の時よりも積極的となっており成幸には自らを「理珠」と呼ぶように要求する場面も見られる。高校3年生のクリスマスで成幸に「ジンクスが迷信だと証明できたら成幸の勝ち、逆に証明できず成幸が理珠を好きになったら理珠の勝ち」というゲームを仕掛けており、この「ゲーム」を口実とし成幸への積極的な行動をする。このクリスマスでの出来事をうるかと文乃に見られており、2人が身を引くきっかけになっている。また成幸が「寂しくないフリ」をしていることを見抜くなど以前と比べ人の気持ちにも聡くなっている。最終的には2人の母校である一ノ瀬学園で成幸から告白を受け交際することになる。
最初みさおのことは紗和子と同様認識しておらず、みさおの行動には度々恐怖させられていたが最終的には目視できるようになっている。

古橋 文乃（ふるはし ふみの）
声 - 白石晴香
本作のヒロインの1人。 現代文・古文・漢文を得意とする通称「文学の森の眠り姫」。一人称は「わたし」。3年A組所属。
容姿は紺色のロングヘアー で、カチューシャを付けている。瞳の色は黄土色。左目の下のホクロがある。モデル並みの美貌を持つが、Aカップと胸が小さく、それを指摘されると落ち込むか不機嫌になり、当人としてはこのコンプレックスから体型そのものに自身を持てていない節がある。手先が不器用で料理下手。左利き。血液型はA型。てんびん座で誕生日は10月23日
文系では右に出るものはいないが、理系問題は壊滅的で、数式を見ると「頭が真っ白になる」か「眠くなる」。
亡き母親の影響から星に関わって生きることを志し、天文学を学ぶべく理系の大学を志望する。
人の心の機微を読むことに長け、表情で成幸の思考を読んだり、アイコンタクトで会話できる。また、本人に悪意ないが辛辣な物言いをしてしまう傾向がある（夏休みごろからは対人スキルが向上したのか口にせず内心で毒づくようになる）。
実家は裕福で、母親は文乃が幼いころに亡くなっており、父親と2人で暮らしている。父・零侍に理不尽に叩かれてから10年近く顔を合わせてこなかった。文乃も威圧的な男性に苦手意識を持つ。
当初は文系授業で隣の席の成幸の名前も認識しておらず、成幸が教育係に任ぜられた際には初対面呼ばわりするが、自分の教育に心血を注ぐ成幸の姿勢に感激し、名前を憶え「唯我くん」と呼ぶようになる。その後、縁日に2人して終電を逃し、姉弟を装って旅館あすまに泊まったのを機に、気を抜くと「成幸くん」と下の名前で呼ぶようになる。また、たまに姉弟ごっこのノリで話すこともある。
成幸に対する理珠とうるか2人の想いに気づき、応援したいが片方に肩入れできずに板挟みになりつつも2人に気を遣い、さらに成幸から様子のおかしい2人の態度について相談を受けるようになるなど、気苦労が多く胃を痛めるようになった。
ファミレスで成幸と勉強していたところ恋愛相談に乗ろうとしてたまたま相席した美春を成幸のキスの相手と勘違いしており、本人も成幸の姉と勘違いされている。
三者面談にて父・零侍と進路を巡り口論になって家出し、成幸の提案で一時的に唯我家に居候する。成幸から背中を押され、星が好きだという真剣な気持ちを零侍に伝え、母のビデオという後押しもあって進路を認めてもらう。以降、成幸を強く意識し常に「成幸くん」と呼ぶようになり、2月上旬に成幸への恋心を自覚する。
二次試験で天花（てんげ）大学の理学部を受験し、合格する。
「文乃」の名前の由来は母の旧姓に関係している。
第1回キャラクター人気投票での順位は2位（4194票）。第2回キャラクター人気投票での順位は2位（3259票）。
文学の森の眠り姫編
10月某日、父・零侍と和解し成幸と会った直後に、成幸への恋心を自覚する。
センター試験当日、階段から落下しようとした成幸を助けた代わりに、自分が落下して左脚を捻挫してしまう。責任を感じた成幸から、足が治るまでの期間お世話してもらうことになる。うるかが成幸に告白した瞬間、涙を流して彼を諦める。
卒業旅行から帰って零侍から成幸からの伝言を見た後、理珠とうるかに成幸への気持ちを打ち明ける。成幸が初めてデートに誘ってくれた場所で、成幸に告白し彼からも告白され両思いになる。
成幸の妹・水希から4ヶ月間料理を教わり、苦手だった料理を克服する。最終話で成幸とキスをし、彼から下の名前で呼んで貰えるようになり、結婚する。

武元 うるか（たけもと うるか）
声 - 鈴代紗弓
本作のヒロインの1人。成幸の中学時代からの顔馴染みで通称「白銀の漆黒人魚姫」。一人称は「あたし」。3年D組所属。成幸と同じ七緒南中学校のOG。中学時代には二ツ葉高校への受験も視野としていたが、成幸の一ノ瀬学園受験を機に自身も川瀬や海原と共に一ノ瀬学園受験をすることになる。
容姿は褐色肌で、ミディアムヘアーでアホ毛が生えており、髪の色は赤紫色、瞳の色は紫色。料理と歌が得意。Dカップ。活発な性格で、常にハイテンション且つマイペースな行動ばかりが目立ち、他人の発言を全く理解できないなどの抜けた面や勉強の場を掻き乱して迷惑を掛けるなどの空気の読めない面もあるが、友人とじゃれるのが好きなために多少の反撃は笑って受け入れる。料理上手。
理珠に対して軽いセクハラ発言も度々言っている。反面では成幸の真意を知った時には素直になったり、時には周囲を察して空気を読む。
スポーツ万能なスポーツ特待生。水泳部員。小学校最後の大会で負けたことで中学からは水泳を遊びでやるくらいが丁度いいと思っていたが、成幸の言葉によって水泳を続けることにした。タイムが伸び悩んだ時期もあったが、毎日練習を重ねたことで今では25メートルをモーターボートのように素早く泳ぎ切ることができる。しかし、体育以外の教科は壊滅的で、スポーツ推薦で進学予定だった音羽大学が今年度から推薦入試に英語試験を追加することになり、理珠と文乃に続く形で成幸の指導を受ける。
勉強が苦手なのは苦手意識に加え、部活動に多くの時間も費やしているためで、頭は決して悪くはなく苦労しながらも成幸の教育により徐々に成績を上げていく。英単語のテストでは成幸がうるかの大好きな水泳と結びつけた勉強法を考案し、急成長を見せる。
自分の事情を察してくれている成幸に明確な恋愛感情を抱く。しかし、恋愛関連に関しては超奥手で、積極的な行動に出られないか、らしくない行動のあまり冗談と捉えられてしまう。部活仲間からも度々からかわれ、自身が恋愛に対しへたれであることについて一応自覚はある模様。
また、かなりの妄想癖がある。成幸に「好きな奴って俺？」と訊かれたとき否定してしまったため、成幸からは好きな相手は別にいると思われている。水泳部3年最後のメドレーリレーで結果を残せず落ち込んだ後、成幸に七緒南中学校の夜のプールで本気で告白する。以降、成幸から「うるか」と下の名前で呼ばれるようになる。
国体女子400メートル自由形で優勝し部活を引退。しかし時を同じくしてオーストラリアで有名な水泳の名門大学であるオズウェイ・ヨーギィ大学から志望する音羽大学との交換留学制度での海外留学の話が来ていることを知る。大学に合格すれば成幸と疎遠になることを知りつつも、自分のやりたいことのために受験を頑張ることを決意。年明けに行われた英語面接試験では、それまでの成果を出し切り無事合格する。
第1回キャラクター人気投票での順位は3位（3552票）。第2回キャラクター人気投票での順位は3位（2980票）。
白銀の漆黒人魚姫編
成幸の大学合格発表直後に秘めていた想いを告白し、卒業式の日に留学することを明かす。卒業旅行で理珠と文乃も成幸に恋していることを知り、責めることなく心のままに動いていいと言葉をかける。卒業式の直後に午後の便で旅立つ予定だったが、大雨の影響で午後の便が欠航になったことで卒業式には出られずに旅立つことになり成幸を諦めかけるが、目の前に成幸が現れ告白され嬉し涙を流しキスする。
海外留学から戻ってきた後、成幸から手作りの結婚指輪を渡されプロポーズされ結ばれる。

桐須 真冬（きりす まふゆ）
声 - Lynn
本作のヒロインの1人。一ノ瀬学園にて世界史教師をつとめる。自身も一ノ瀬学園OGで、成幸の父の教え子であった。文乃と理珠の初代教育係。一人称は「私」、誕生日は12月28日。
容姿はロングヘアーで、髪の色は菖蒲色、瞳の色は水色。Eカップ。「怠慢」「論外」など、二字熟語を発してから喋るのが特徴。
学生時代はフィギュアスケートをしており、部屋にはトロフィーや盾などが飾られ、数々の大会で入賞するほどの選手だった。進路に悩む中、恩師である成幸の父のような「人に寄り添った教師」に憧れを抱き、家族の反対を押し切る形でフィギュアスケートを辞め教師になった。
駆け出しのころは情熱に溢れていたが、自分に懐いていた生徒・日野を希望通りの進路に導けなかったことから、恩師のような教師にもなれず自らの才能を無駄にしてしまったと深い後悔の念を抱いた。
その後、「教育者は生徒の感情の如何によらず才ある道に導くべき」という理念のもと、生徒に慕われなくても、才能を無駄にしない道を進ませるべきという姿勢を貫くようになった。そのような冷徹な姿から、学園では「氷の女王」と呼ばれ恐れられていたが、文化祭でのステージでの舞いっぷりをきっかけに生徒たちの憧れの存在となる。
教え方は非常に丁寧で上手だが、文乃と理珠の教育係を務めた際は、彼女たちに強硬に進路変更を勧めて反発されてしまった。一方で山で迷子になった理珠を自分の手が傷だらけになりながらも探し出そうとするなどの優しい一面を持つ。勉強合宿での出来事で成幸と面談をした際に彼を助けるために証言をした理珠と文乃、うるかの姿を目の当たりにし、成幸が本当の意味で信頼されていることを理解する。
普段は堂々としたスーツを隙無く着こなす一方、プライベートはズボラで、生活能力は壊滅的。
人に弱みを見せられないため、部屋は汚部屋と化し、玄関先から本やらゴミ袋が散乱し、下着が脱ぎ散らかされている。
スウェットを着用したままコンビニで堂々と買い食いをするが、それすらもよそ行きスタイルらしく、自室内では高校のジャージで過ごす。顔見知りには隠しているが、偶然成幸に知られてしまい口止めする。成幸がある程度通って掃除するようになってからは、当初よりはまともになり、また細かい私物の場所も成幸に把握されている。
自家用車を保有するが、ハンドルを握ると人格が変わり、法定速度ギリギリで飛ばしまくる。
辛い物が苦手でカレーまんすら食べられない。ゴキブリが苦手。かなりの下戸で、アルコールを僅かでも含むと性格が変化し、普段の厳しい言動が逆転し、それまで酷評していた相手を含め見境無く褒めまくる（その間の記憶も無くなる）。歌うと全部演歌になってしまうため、人前では歌わない。
学園長の頼みでテレビに出演したことが原因でフィギュア復帰話が持ち上がった際には混乱し、選手と教師の狭間で揺れていたが、事情と過去を知った成幸に頼まれたスケートの個人レッスンと日野との再会を経て迷いを断ち切り、教師を続けることを決める。
理珠と文乃からは長らく「冷たい人」と思われていたが、センター試験当日に怪我をした成幸を送り届けたことで誤解が解け、2人に才能至上主義を押しつけたことを謝罪し和解に至る。理珠と文乃の大学受験合格を聞いたときは、涙を流しながら2人を抱きしめ褒める。
第1回キャラクター人気投票での順位は1位（5233票）。第2回キャラクター人気投票での順位は1位（14598票）。
薄氷の女王編
ヘアースタイルがロングヘアーからセミロングヘアーになっている。引き続き一ノ瀬高校の教師を務めており、さらに文化祭から数年後、一ノ瀬高校の新任教師となった成幸の教育係も務めている。以前の騒動をきっかけに妹の美春から推進されていたため、元同級生の天田が経営しているマンションに引っ越したが、同じく彼女のマンションに引っ越してきた成幸と偶然にも隣のマンションの隣人になる。掃除が出来ないのは以前と変わらず成幸からは悪化していると評されている。実家には付き合っている男性がいると報告しており、その査察で家に来た従姉妹の夏海を寝かしつけた際に成幸にキスをしてしまう。修学旅行の引率中に宿泊先のホテルで成幸に告白され、一度は断るものの、彼と初めて出会った過去の文化祭の事や級友や教え子が集まった今の文化祭を通じて彼への恋心を自覚する。その後、成幸を誘って訪れた遊園地の観覧車の中で告白の返事をしたことで相思相愛になる。
同棲の準備をしつつ成幸との結婚式を迎える中式場で両親と再会し気持ちを打ち明けられ幸せになるように言われる。それぞれの親族や級友に見守られながら式を終え彼と結ばれる。

小美浪 あすみ（こみなみ あすみ）
声 - 朝日奈丸佳
本作のヒロインの1人。一ノ瀬学園のOGで、成幸たちの1学年上の先輩。一人称は「アタシ」。4月9日生まれ。
容姿はセミロングヘアーの三つ編みで、髪の色と瞳の色は青紫色。Bカップ。中学生と間違われるほどの小柄な体格。実家の「小美浪診療所」を継ぐために国公立医大を目指すが、配点の大きい理科が苦手で一浪しており、学園卒業後は学園長の友人が経営する予備校「三枝ゼミナール」に通っている。
父にかかった患者の笑顔が好きで、父のバトンを自分がつないで診療所の笑顔を守れる医者になりたいと思っていた。そのため父が診療所を閉めようとしていることを知った際にはショックを受けている。
やや口は悪く他人をいじる言動は多い。一方、努力家で後輩には面倒見が良い。真冬には進路を反対されたが、その時の反骨精神が頑張る原動力になっていると好意的に考え、会うと親しげに話しかけている。予備校代・学費を稼ぐために授業が無い時は「小妖精メイドあしゅみぃ」と名乗ってメイド喫茶「High Stage」でアルバイトをしており、店の人気No.1のメイドを務めている。なお、客やスタッフ以外から「あしゅみぃ」と呼ばれることには抵抗があり、成幸から呼ばれると怒る。
たまたま予備校に来た成幸に諸事情を知られ、成幸から受験対策を受ける。成幸のことは「後輩」と呼ぶことが多い。バイトの件は父に内緒にしているため、メイド服姿を見られたときは「彼氏（成幸）の趣味」と誤魔化し、父の前でのみ成幸に彼氏役をやらせている。
軽音部のOGで文化祭に遊びに来た際に後輩たちに出演要請されて出演し人気となり、卒業後も教員達に自慢の生徒だと扱われている。
動物の扱いは得意で両生類・爬虫類にも臆しないが、昔のトラウマでハムスターなどのげっ歯類は大の苦手。
成幸から手作りのドクターフィッシュ8号ちゃんのキーホルダーを貰ったときは喜び、以降バッグに大事につけている。
二次試験で明堂医科大学を受験し、合格する。
第1回キャラクター人気投票での順位は5位（2323票）。第2回キャラクター人気投票での順位は5位（1488票）。
明日の夜の小妖精編
合格発表後に成幸からドハっちゃんランドに誘われるが、成幸の父・輝明を救えなかったことに負い目を感じて誘いを断ってしまう。本当は泣きたくなるくらい嬉しかった。父・宗二朗に、成幸が嘘の恋人だと打ち明けたら彼との絆が無くなってしまう気がして、怖くて言えなかった。
数年後に離島で研修医として勉強し、教師として赴任してきた成幸と再会し、同じアパートの隣人になる。手術の縫合がうまくいかず成幸に特訓につきあってもらっている。成幸から贈られたドハっちゃんの編みぐるみは今でも大事に持っている。
台風の中子供達を助けようとして成幸が命に関わるほどの怪我を負い、利き腕を痛めた宗二朗の代わりに成幸を執刀する。目覚めた成幸から告白され本物の恋人になる。成幸のことは「後輩」から「なりくん」と呼び方が変わり、成幸からプロポーズされて結婚し、四子を出産する。

### 主要人物の家族

#### 唯我家
唯我 水希（ゆいが みずき）
声 - 高野麻里佳
成幸の長妹。七緒南中学校の3年生で水泳部部長。一人称は「私」。
黒髪を後ろで束ねポニーテールにしており、瞳の色は小豆色。家では「KOJUTO」「HONSAI」「SEISAI」「SEI HEROINE」「SAKUSHI」「SISTER ENDING STORY」「NO SISTER NO LIFE」「KATEI SAIEN CHUU」「NAIJO NO KOU」「CHOI TERE」「ビュブリス」「We want to Route 6/5」のロゴが入ったエプロンを着用することがある。唯我家の家事洗濯炊事の大部分を引き受け、料理スキルは高く成幸の弁当をいつも作り、弟・和樹からは「水希姉ちゃんのメシは世界一」と評される。成幸の散髪やマッサージも行っており、その手際はプロ級。成幸からもできた妹と評されている。兄同様、催眠耐性はゼロ。
過度なブラコンで、コミックスの幕間ではその様子が度々描かれている。ブラコンになったきっかけは、父が亡くなって泣いていたとき、成幸が寂しい思いはさせない、そばにいると言ってくれたから。成幸の男友達の小林や大森に対しては丁寧な応対をするが、成幸が理珠や文乃をはじめとする女性たちと一緒にいると激しく動揺し、彼女らに小姑的な態度をとる。
小学4年の頃、亡くなった父のことでイジワルを言われ不登校になっていたが、うるかと出会い何度も水泳勝負を挑み、水泳に夢中で練習し続けるうるかを見て夢中になれる何かがほしいと学校へ行くようになり、小学5年で水泳クラブに入部した。そのため、うるかのことはこの時から大ファンで信頼しており、うるかと同じようにスポーツ推薦であっさり一ノ瀬学園に合格する。うるかからは「みずきん」と呼ばれている。
第1回キャラクター人気投票での順位は6位（446票）。第2回キャラクター人気投票での順位は6位（1083票）。

唯我 葉月・和樹（ゆいが はづき・かずき）
声 - 峯田茉優（葉月）、藤原夏海（和樹）
成幸の次妹と弟。双子で葉月が姉、和樹が弟。成幸のことは慕ってはいるが、「器用貧乏」「要領がすこぶる悪い」と言うなど辛辣なところがある。食べられる草を見つけるのが得意で、山うどが好物。
兄の周りにいる女性（理珠、文乃、あすみ、真冬、うるか）には漏れなく「いつ嫁にくんの？」と毎回瞳を輝かせて訊ね困惑させている。
成幸が教育大学を受験したいと聴いたときは、兄に好きに生きるように泣きながら伝える。
唯我 花枝（ゆいが はなえ）
声 - 川澄綾子
成幸の母。気さくで人が良く、家を訪れた理珠と文乃をお人形さんみたいと気に入り「りっちゃん」「ふみちゃん」の愛称で呼ぶ。パートで「ラグジュア・ジェリー」に勤める。恋愛脳なところがあり、カップルを見るとはしゃぐことがある。
第2回キャラクター人気投票での順位は11位（15票）。
唯我 輝明（ゆいが てるあき）
声 - 浜田賢二
成幸の父。5年前に病気で他界し故人。生前は一ノ瀬学園で世界史の教師をしており、真冬の恩師でもある。彼女いわく「常に生徒に寄り添って、不器用でまっすぐで、いつも楽しそうに笑っていた」とのことで、要領が悪い成幸にも「できない奴をわかってやれる男になれ。できない奴の気持ちが分かるのはできなかった奴だけだからな」と教え、彼の人格形成に大きな影響を与える。どんな人に対しても全力でまっすぐ向き合って寄り添って、いつも誰からも慕われていた。自分の死後の家族を案じて遺産を残しており、後に花枝を通じて成幸に託されている。
一ノ瀬学園の学園長とは親友で、亡くなる直前に泣き虫な息子を厳しく育ててやってほしいとお願いした。
六辻ヶ丘霊園に納骨されている。

#### 緒方家
理珠の父
声 - 樫井笙人
「緒方うどん」の経営者。
一見気さくな人物だが、かなりの親ばかで娘の理珠に甘い。
娘を「理珠たま」と呼び、彼女が心配な余り成幸に因縁を付けるなどの娘への愛情は度を超す。理珠曰く「金勘定には疎い」らしく、店の手伝いだけでなく金銭の管理も理珠に任せている。
娘の教育係である成幸のことは「センセイ」と呼ぶ。よく理珠を怒らせて「○メートル以内接近禁止」と言われることが多い。
一ノ瀬学園文化祭では、注文伝票を読み間違え、本来100食分のうどん玉を1000食分届けてしまうというトラブルが発生し、それを捌くために成幸たちが奔走することになった。
成幸をバイトで雇い、自分のことを「大将」と呼ぶように言っている。
第1回キャラクター人気投票での順位は18位（90票）。第2回キャラクター人気投票での順位は21位（1票）。
機械仕掛けの親指姫編
成幸が大学に進学した後も、引き続き彼をバイトで雇っている。理珠の成幸への好意に気付いており、成幸から理珠と恋人同士になったことを言われても反対はせず2人の関係を認め、成幸の呼び方を「センセイ」から「成幸」に変える。
理珠の祖母
故人。幼い頃の理珠とはそろばんなどで遊んでいたが、自分に依存して友達がいない彼女の行く末を案じ、同級生とも遊んでほしいとの思いから自作ボードゲームを理珠にプレゼントした。しかし、その思惑に反し理珠は自分とばかりゲームをしようとするようになってしまい、苦渋の判断でわざと冷たく突き放すことを選び、仲直りしないまま逝去した。祖母の本心を理解できなかった理珠にとってこのことはずっと気がかりになっていた。理珠にプレゼントしたボードゲームには理珠がデザインされており、このボードゲームは理珠がボードゲームを好きになる大きな要因となっている。

#### 武元家
うるかの母
声 - 石上静香
うるかと同様に特徴的なアホ毛があるが、日焼けしておらず髪にハイライトが描かれていない。うるかが恋をしていることを知っている節がある。うるかの音羽大学での英語の面接に備えて、英語のスピーキングの練習につきあっている。
第2回キャラクター人気投票での順位は17位（3票）。
白銀の漆黒人魚姫編
うるかの海外留学への便の見送りに来た際、うるかと成幸がキスするシーンを目撃してしまう。

#### 桐須家
桐須 美春（きりす みはる）
声 - 高田憂希（音声ドラマ）
真冬の妹で東景女子大の学生。フィギュアスケートのエリジブル選手でテレビにもよく出ている。一人称は「私」。
ロングヘアーで、髪の色は菖蒲色、瞳の色はエメラルドグリーン。女子高、女子大育ちで男性には免疫が無い。成幸に下の名前を呼ばれたときは激しく動揺する。
言葉に四字熟語を付けることが多く、完璧主義者で融通が利かないところがある。過度なシスコンで、毎晩姉・真冬の人形を抱いて寝ている。真冬を完璧で苦手なものなど存在しないと信じ、教師を辞めてフィギュアに戻ってきてほしいと考えている。また、掃除のため真冬の部屋に来ていた成幸を見て、2人が教師と生徒の身でありながら恋人同士と思っており、文乃のことも成幸の姉だと勘違いしている。
成幸のおかげで真冬や家族に笑顔が増えたことには感謝しており、真冬が教師をやるのに反対だったことを撤回する。
第1回キャラクター人気投票での順位は9位（301票）。第2回キャラクター人気投票での順位は8位（137票）。
ペロ
美春が飼っていた雌犬。
美春のスパルタに耐え切れず「さがさないでくだワン」と書置きを残して逃げ出す。その後子供を産んで母親となり、子供（声 - 田中真奈美）には人間と遊ぶときは勉強ができないフリをするよう言い聞かせている。
桐須 夏海（きりす なつみ）
真冬の叔母・秋奈の娘で真冬の従姉妹である。乳幼児。真冬が数日預かることになる。真冬と成幸に懐いている。
第2回キャラクター人気投票での順位は14位（6票）。
真冬の両親
高校時代の真冬にフィギュアの希望だと期待していた。真冬がフィギュアではなく教師の道に進んだことには強く反対しており、真冬とはしばらく疎遠になっていた。真冬が実家に顔を出すと電話を受けたときは泣いて喜んでいた。
桐須 秋奈（きりす あきな）
真冬の叔母で、夏海の母親。ペンション「キリスの森」を経営している。

#### 古橋家
古橋 零侍（ふるはし れいじ）
声 - 緑川光
文乃の父。弓弦羽大学で数学教授をしている。猫アレルギー。
数学のことになると周囲が見えなくなる大の数学好きで、数学には情緒があると語るものの、その部分は妻・静流の影響が強い。オープンキャンパスに来ていた理珠の才能に強い関心を寄せている。一方で実の娘の文乃に対してはほぼ無関心同然に振る舞い、ほとんど家には帰らない上に、彼女が天文学を専攻することに強く反発している。文乃の威圧的な男性への苦手意識の原因になっている存在。
天才である静流に対して自身は凡人でしかないという自己評価を下しており、娘の文学の才能を認め、「才能に恵まれながらそれが活かされないことは世界の損失である」持論から娘に進路を強制している。静流の死後、ふさぎ込んでいた時期に、文乃とのすれ違いで彼女を叩いてしまったことがあり、それから娘との接し方がわからずにいた。一見冷酷な父親だが、どこまでも不器用なだけであり文乃のことは彼なりに愛している。文乃の家出中、花枝と連絡を取り合っていた。文乃が天文学に真剣なことと静流のノートPCの動画を見て、文乃の天文学の進路を認める。以降、娘と積極的にコミュニケーションを取ろうと努力している。
第2回キャラクター人気投票での順位は10位（22票）。
文学の森の眠り姫編
成幸から文乃を怪我させた詫びにサポートしたいと頼まれ、最初は遠慮したが花枝からも頼まれたため、しぶしぶ了承する。徐々に成幸と打ち解け、古橋家の合鍵の場所を教えるほどになっている。
卒業旅行で文乃に連絡がつかなくなったときはとても心配していた。成幸からの「もう一度だけ一緒に本物の星が見たい」という伝言を、卒業旅行から帰ってきた文乃に伝える。
文乃と成幸の結婚式には出席しており、微笑みを浮かべている。

古橋 静流（ふるはし しずる）
声 - 堀江由衣
文乃の母。故人。旧姓は「文月」。生前は大学の数学教授にして、ミレニアム懸賞問題にその指をかけるとまで言われた天才数学者。
自分のノートPCに数学界に一石を投じる重大な論文データを遺していたとされたが、実際には家族へのビデオメッセージを遺していた。
夫には生粋の天才だと思われていたが、実のところ高校まで数学の才能はゼロで、零侍への見栄から努力していたことをメッセージで明かしている。
第2回キャラクター人気投票での順位は13位（13票）。
文学の森の眠り姫編
星空の夜に文乃が成幸と恋人になった場面や、文乃と成幸の結婚式を見ている。

#### 小美浪家
小美浪 宗二朗（こみなみ そうじろう）
声 - 小形満
あすみの父。「小美浪診療所」を営む開業医。一人称は「私」。
患者のことを第一に考えるが経営のセンスは良いとは言えず、診療所は閑古鳥が鳴いている。
あすみがメイド喫茶で働いていることを隠すため、咄嗟に成幸を自分の恋人だと紹介したため、2人が交際していると信じている。理科が苦手な娘には無理して医者は目指さずに自分に合った道を探すよう言い聞かせたが、成幸の説得で様子を見ることにする。
近くに一ノ瀬総合病院ができたことで患者がめっきり減り、小美浪診療所を折を見て畳もうと思っていたが、成幸とあすみの会話や涙を聴き、総合病院が閉まっている土日にのみ診療所を続けることにした。以降、成幸を名字ではなく下の名前で呼ぶようになる。
第1回キャラクター人気投票での順位は19位（82票）。第2回キャラクター人気投票での順位は16位（4票）。
明日の夜の小妖精編
成幸の父・輝明とは親友であり、輝明から手術をお願いされるが、小さな診療所に彼を治療できる設備が無かったため彼の頼みを断り、最新鋭の治療が受けられる大学病院に紹介状を書いたが、彼は助からなかった。
あすみが彼氏だと連れてきた男が輝明の息子だと気付いたときは心底驚いた。あすみが何度も嘘の恋人だと打ち明けようとしていたことを知っており、友人の息子でもあすみの恋人でもなく人間として成幸が好きだとあすみに伝える。
あすみと成幸の子が生まれたときは嬉し涙を流して孫を可愛がる。
小美浪 かすみ（こみなみ かすみ）
声 - 茅野愛衣（音声ドラマ）
あすみの母。セミロングヘアー。あすみ同様、中学生と間違われるほどの小柄な体格。
夫と同じく医師だが、あすみが幼いころからボランティアで海外の病院を回っているため、自宅にはほとんど帰らない。
娘をからかうのが好きで、当人からは「ババア」と呼ばれている。成幸とあすみが本当の恋人ではないと見抜いているが、面白がってあえて夫に真相を伏せている。
海外で自分を待っている患者がいる限り、宗二朗のバトンを自分がつないで代わりに皆を笑顔にしていくのが夢だと成幸に伝える。
明日の夜の小妖精編
離島の病院に務めており、仕事モードのときはあすみを厳しく指導し、あすみからは「先生」と呼ばれる。

### 一ノ瀬学園

#### 教員
学園長（がくえんちょう）
声 - 土田大
一ノ瀬学園の学園長。一人称は「私」。成幸の父・輝明とは親友。
成幸の秀才ぶりを評価し、特別VIP推薦資格を認める代わりに文乃・理珠・うるかの教育係に任命し、彼女らを志望大学に進学させる難題を（文乃いわく「実績と保身のために」）課す。桐須が「彼女らは進路の変更をすべき」と強硬に主張したのに対し、「成績が上がらないようなら進路変更を進めた方がいい」と言いながらも基本的に成幸に任せる。3人の成績が良くないと成幸にプレッシャーをかけるが、知人が経営する予備校に無料で通わせるなどアメとムチを使い分ける。
3人の教育係をしっかり務めてくれた成幸を高く評価しており、VIP推薦はほぼ確定の方向で動いていたが、成幸から辞退の申し出があったことでやむなくVIP推薦を取り消す。
親友の息子である成幸に文乃・理珠の教育係を任じた理由は、成幸もまた志望分野を変更させる方向に動くと思い、同級生ならその説得に少なからず応じると思ったから。
国分（こくぶ）
声 - 相馬康一
一ノ瀬学園の男性教師。担当科目は現代文で、成幸の担任教師でもある。眼鏡をかけている。感受性が豊かで文乃の書く文章を読み涙を流し感動する描写も見られる。
佐藤（さとう）、鈴木（すずき）
声 - 手塚ヒロミチ（佐藤）、柳田淳一（鈴木）
一ノ瀬学園の男性教師。夏休みに真冬も含めた教師同士での親睦会で海に来ており、真冬の水着姿を楽しみにしていたが、見られずに落ち込む。
一ノ瀬学園文化祭では、教師陣の出し物である真冬メインの企画の堅苦しい講義を少しでも和やかにさせようと、真冬に「ニャンポレオンZ」の着ぐるみを着せようとしたが、杞憂に終わる。
藤田（ふじた）
声 - 小松奈生子
一ノ瀬学園の女性教師。ミディアムヘアー。担当科目は数学。優しい人とのこと。
滝沢（たきざわ）
声 - 慶長佑香
一ノ瀬学園の女性教師。ショートヘアー。担当科目は体育。水泳部顧問。
第2回キャラクター人気投票での順位は21位（1票）。

#### 成幸の主な友人
小林 陽真（こばやし はるま）
声 - 河西健吾
成幸のクラスメイトで親友。成幸と同じ七緒南中学校のOB。
髪の色は櫨色、瞳の色は橙色でイケメン。成幸を「成ちゃん」と呼ぶ。
成幸とは小学校からの付き合いで、親が共働きだったことからよく唯我家に遊びに来て、水希の面倒も見てくれていた。イケメンなため小学生の時から女子にモテており、バレンタインデーには毎年女子からたくさんのチョコを貰っている。
水泳部3年最後のメドレーリレーで敗退して凹んでいた海原を励ましているうちに両想いになり、交際を始めている。
うるかが5年間毎年成幸の机に手作りのポケチョコを入れているのを見て、うるかの成幸への恋心に気付いている。成幸には幸せになってほしいと思っている。
第1回キャラクター人気投票での順位は17位（98票）。第2回キャラクター人気投票での順位は11位（15票）。

大森 奏（おおもり かなで）
声 - 内匠靖明
成幸のクラスメイト。一人称は「オレ」。
のんきかつ気楽な性格で、よく成幸にノートを貸してもらっている。 成幸が文乃、理珠と仲良くなったことを羨むシーンが多い。
「spielen（シュピレーン）」というアカウントで毎週金曜日に「ドルチェ&ハーゲン」で食べたケーキの写真をインスタに投稿する習慣がある。このインスタに「成幸と文乃が旅館あすまから出てくる場面」を軽い気持ちで投稿したことが発覚し、文乃といばらの会からお仕置きを受けている。
第1回キャラクター人気投票での順位は20位（80票）。第2回キャラクター人気投票での順位は21位（1票）。

#### 水泳部
川瀬 あゆ子（かわせ あゆこ）
声 - 大地葉
うるかの友人。一人称は「私」。うるかと同じ七緒南中学校のOG。
セミロングヘアーで髪の色は群青色。姉御肌な性格。うるかからは「川っち」と呼ばれ、海原を「海原隊員」と呼ぶが2学期以降は下の名前で呼ぶ。うるかの恋を応援していて、彼女のペース度外視に頑張り過ぎる性格を心配したりうるかが倒れた時には、海原と共に泣きながら駆け付けたりとうるかを大事に思っている。水泳部3年最後のメドレーリレーで敗退したときは、楠本公園で海原と一緒に泣いていた。
第1回キャラクター人気投票での順位は16位（102票）。

海原 智波（うみはら ちなみ）
声 - 阿澄佳奈
うるかの友人。うるかと同じ七緒南中学校のOG。
ショートヘアーで髪の色は岩井茶色、瞳の色は灰色。人懐っこい性格。うるかからは「海っち」と呼ばれ、川瀬を「川瀬隊員」と呼ぶが2学期以降は下の名前で呼ぶ。川瀬と同じくうるかの恋を応援している。うるかが倒れた時に川瀬と共に泣きながら駆け付けた。水泳部3年最後のメドレーリレーで敗退して凹んでいたところを小林に励まされているうちに両想いになり、三枝公園のベンチで小林とキスをする。
第1回キャラクター人気投票での順位は10位（221票）。

池田（いけだ）
声 - 石橋桃
うるかの水泳部の後輩。一人称は「私」。
ミディアムヘアーで髪の色はエメラルドグリーン。問25初出で名前が明らかになったのは問42。校内では制服のスカートの下にジャージを履いている。インターハイのメドレーリレーでバタフライを担当する。しかし、海原がタッチするより早く飛び込んでしまったために引継ぎミスでチームが失格になってしまう。試合後、そのことに責任を感じて号泣する。うるかが成幸が好きであることを知っている。
漫画「カレエゴ」を自分のバイブルのようなもので、ある意味教科書よりも教科書的な存在として見ている。学校に「カレエゴ」を持ってきていたところを真冬に没収されるが、翌日返してもらえる。
うるかたち3年生が引退した後は、水泳部の新しい部長になる。
第2回キャラクター人気投票での順位は14位（6票）。
佐沼（さぬま）
うるかの水泳部の後輩。池田の同級生。

#### いばらの会
女生徒による極秘の古橋文乃のファンクラブ。一ノ瀬学園文化祭では「眠り姫」の姫役を文乃に、王子役を成幸にやらせて劇中でキスさせようとするが失敗に終わる。文乃とキスした「ニャンポレオンZ」の中身が成幸だとは気付いていないが、「ニャンポレオンZ」に対して明確な殺意を向けている。
鹿島（かしま）
声 - 花守ゆみり
文乃のクラスメイト。3-A「眠り姫を守る会」、通称「いばらの会」のリーダー。少林寺部所属。
タレ目でエアリーボブヘアーが特徴。物腰は柔らかく、間延びした口調で話す。文乃に近づく男が文乃にふさわしいかどうかを見極めている模様。ひょんなことから成幸と文乃が付き合っていると勘違いする。そして図書室にいばらの会の会員を総動員して、2人の様子をうかがった。その結果、誤解だったとわかり、監視は解かれた模様。後日、成幸と文乃の事を「彼氏彼女なんて垣根を越えた深い信頼で結ばれてる」と羨ましいと心で呟く。
第1回キャラクター人気投票での順位は12位（193票）。第2回キャラクター人気投票での順位は21位（1票）。

猪森（いのもり）
声 - 前田佳織里
文乃のクラスメイトで「いばらの会」のメンバー。合気道部所属。
黒髪のセミロングヘアーで太い眉毛が特徴。ボーイッシュでさっぱりとした性格。霊能力を有しており、生物室の骨格標本に憑いた悪霊を除霊する。
第1回キャラクター人気投票での順位は11位（220票）。第2回キャラクター人気投票での順位は21位（1票）。

蝶野（ちょうの）
声 - 鈴木絵理
文乃のクラスメイトで「いばらの会」のメンバー。空手部所属。
ロングヘアーでどことなく虚ろげな目をしており、表情の変化が極めて少ない。語尾に「ッス」と付けるおっとりとした性格。鹿島を「かしまん」、猪森を「いのぽん」と呼んでいる。
「バタフライフィールド（=蝶野）」というブログをしており、占星術などを書いている。若者には当たると評判があり零侍にも認識されている。
第1回キャラクター人気投票での順位は13位（180票）。第2回キャラクター人気投票での順位は21位（1票）。

#### 関城家
関城 紗和子（せきじょう さわこ）
声 - 大西沙織
化学部部長。一人称は「私」。
ロングヘアーでお団子にまとめ、制服の上から白衣を羽織っている。髪の色は茶色で瞳の色は紅色。理系のテストでは理珠に次ぐ2位で彼女をライバル視しているが、同じ大学に行きたいと思っている。同級生のことはフルネームで呼ぶ。誕生日は8月3日。羞恥心が薄く、成幸がいる中シャワーを平然と浴びていた。緒方理珠並みに酒気に弱い。脱ぎ上戸。
中学時代から秀才だったが、好成績を妬むクラスメイトからの心無い言葉に傷つき一時保健室登校していた。そんな中受けた外部模試でたまたま隣の席になった理珠の「人目を気にせず自分を貫く」スタンスに憧れを抱き、彼女と同じ進路に進むべく努力するようになった（これに伴い保健室登校を止め、白衣を羽織るようになった）。しかし、高校進学後も気恥ずかしさから2年以上、理珠に話しかけることができず現在に至る。
文乃が間違えて送ったメールのアドバイスに従って行動した結果、理珠と友人になってからは「理珠の親友」を自称する。また、理珠が成幸に無自覚な恋愛感情を抱いていることにも感付き、理珠を喜ばせようと成幸とくっつけようする。
二次試験で弓弦羽大学の数学科を受験し、合格する。
第1回キャラクター人気投票での順位は8位（365票）。第2回キャラクター人気投票での順位は7位（168票）。
機械仕掛けの親指姫編
大学1年生となり成幸と真冬が以前訪れた事故物件に理珠とルームシェアしており、理珠からは「紗和子」と下の名前で呼ばれるようになっている。小さい頃に両親から誕生日プレゼントとして貰った化学器具セットを化学に興味を持ち、勉強を頑張るようになったきっかけとしている。ゲームセンターでクレーンゲームをする描写がよく見られる。
母親が家出したと知ったときには両親のことだからと介入しない意向を見せ「寂しくないフリ」をしたが内心寂しく思っており成幸たちの働きかけにより、両親と共にボードゲームをする機会が設けられた際は涙ながらに両親の復縁を訴えかける。家族との関係が戻った後、理珠と成幸をフルネームではなく下の名前で呼ぶようになる。
最初は理珠と同様みさおを認識することはできなかったが即売会があってから成幸と同様みさおを目視できるようになっている。

関城 計子（せきじょう けいこ）
声 - 佐藤聡美
紗和子の母。一人称は「私」で娘の紗和子のことは「紗和子さん」、夫の翔を「翔さん」と呼ぶ。
優しくて家事のできる母親であるが、気弱で娘に対しても気を遣うあまりオドオドした態度になる。趣味はお釣りの暗算だが特技ではない。
夫婦共働きであるがゆえに夫の翔とは育児や家事をめぐって喧嘩することが多かったが、ついに家出を決意すると紗和子に理珠とのルームシェアをやめて自身と暮らすよう提案する。しかしボードゲーム即売会にて成幸たちの働きかけにより家族3人で「さわこのうどん人生」を試遊する機会が設けられると、涙ながらに自身と翔との復縁を訴えた紗和子をきっかけとし、後日今後について話し合う場を持つことになる。
関城 翔（せきじょう かける）
声 - 山本兼平
紗和子の父。一人称は「僕」。
家事や育児を休みには手伝いながらも共働きであるがゆえに「手伝う」認識でいることを指摘され計子と口論になることもある。計子が家出したときには計子の意思には干渉しない意向を見せ夫婦別居にも反対しなかった。計子が手伝いをするボードゲーム即売会にはみさおの計らいにより呼び寄せられ「さわこのうどん人生」を試遊することになる。紗和子が自身と計子との復縁を涙ながらに訴えたこともあり、後日家族3人で今後について話し合う場を持つことになる。

#### その他の生徒
山岡（やまおか）
文乃に好意を寄せている男子。一人称は「俺」。サッカー部所属
イケメンで女子人気も高い。文乃の性格を理解し、数回アタックすれば必ず落ちると計算し、文乃に対して何度も告白を続けてきた。本人に悪意はなく、最終的には成幸に説得されて渋々文乃のことを諦める。

### その他の登場人物
天田 千代子（あまだ ちよこ）
声 - 種﨑敦美
一ノ瀬学園のOG。真冬の元同級生で友人。
ミディアムヘアーで、カチューシャを付けており、髪の色は黄色。自分の結婚式の際、真冬にペアマグカップを配った。
初登場時は花枝の勤務先のランジェリーショップ「ラグジュア・ジェリー」の女性店長。既婚者で、保育園に通っている娘がいる。花枝の代役で来た成幸に「ワンころ花子」の着ぐるみを着せて接客させる。その後、ランジェリーショップは人に任せて、手もみリラクゼーション「モミィ・マ・シュール」を新規事業する。他に服屋もやっている。

マチコ
声 - 赤尾ひかる
メイド喫茶「High Stage」で働いているメイド。ショートヘアで、髪の色は茶色。同僚であるあすみのことは「あしゅみー」とよんでいる。成幸のことも信頼しており、受験がもしアレだったら本格的に「High Stage」で働かせたいと思っている。「キャンディ工場」、「アグリコラ世界選手権デッキ」、初代年間ボードゲーム大賞「うさぎとはりねずみ」など日本ではなかなか手に入らないボードゲームを所有している。
第2回キャラクター人気投票での順位は21位（1票）。
ヒムラ、ミクニ
声 - 桑原由気（ヒムラ）、古賀葵（ミクニ）
メイド喫茶「High Stage」で働いているメイド。マチコ同様、同僚であるあすみのことは「あしゅみー」とよぶ。成幸にも信頼をよせる。
第2回キャラクター人気投票での順位は、2人とも21位（1票）。

かな
声 - 木野日菜
縁日のとき迷子になっていた女の子。成幸に助けられ、無事家族に会えた。
みな
声 - 長谷川育美
かなの姉。縁日のとき迷子になっていたが、文乃に助けられ無事母（声 - 森なな子）に会えた。文乃のことを「きれいなお姉さん」と言っていた。一ノ瀬学園文化祭にも来ていた。散歩中に飼い犬のコタローとはぐれた後はビラを配って必死にコタローを捜し、再会できたときは泣いて喜び、成幸とうるかにお礼を言う。
コタロー
みなが飼っている子犬。眉毛は太めで体の色は茶色と白。
センター試験初日の散歩中にみなからはぐれてしまい、トラックに轢かれそうなところを成幸に助けられるが、それが原因で成幸が階段から落下してしまう。成幸のハンカチを咥えながらうるかに助けを求め、うるかを成幸のところまで案内する。成幸とうるかに懐いており、うるかが一時的に預かることになる。飼い主のみなに会うことができ、みなのところに帰る。

桜庭（さくらば）
一ノ瀬学園のOGで、あすみの元同級生。現在は音羽大学の学生。成幸をあすみの彼氏だと思っている。
後藤（ごとう）
七緒南中学校の男性教師。既婚者。
うるかからは「マッスルゴトー」と呼ばれ、怒ると超コワイとのこと。夜の校舎の見回りの際、プールでうるかが成幸に告白（の練習）しているところを目撃するが、見なかったことにしてくれた。
吉田（よしだ）、坂本（さかもと）、高橋（たかはし）
声 - 石谷春貴（吉田）、市川蒼（坂本）、梶原岳人（高橋）
予備校「三枝ゼミナール」に通う男子生徒。当初理珠、文乃、うるかに勉強を教える成幸を「影の帝王」としていたが、3人ひとりひとりの苦手な分野に合わせフラッシュカードを作る成幸をみて認識を改める。また「うかり荘」での温泉にて女風呂を覗き見しようとしたとき、あすみにばれて正座させられている。なお吉田は文乃推し、高橋はうるか推し、坂本はハコ推しである。
大島 平三郎（おおしま へいさぶろう）
バス運転手歴30年。ただひとり真実を知る男。

烏丸（からすま）
声 - 豊口めぐみ
美容院「SALON'DE KARASUMA」の女性店長。
腕はいいが、ダイヤの原石的女の子がいないものかぼやいているため客が少ない。単なるカット目的で来店した理珠に目を付け、料金を度外視してメイクアップを施しお洒落な美少女に変え、その後図書館で合流した成幸を図らずも混乱させることになった。その後、水希にも目をつけるが牧上に止められる。
牧上（まきがみ）
声 - 中里望
「SALON'DE KARASUMA」の女性店員。店長の烏丸の問題行動に怒ることが多い。

ダミアン、リック
声 - 利根健太朗（ダミアン）、木村昴（リック）、
外国人の男性。うるかに英語で道を尋ね、教えてくれたお礼にBBQに誘おうとしたところ、割って入ってきた成幸に止められる。成幸にうるかとどういう関係か訊ねたところ、成幸が「study friend（勉強友達）」を「steady（恋人）」と言い間違えたことで、2人を恋人同士だと誤解する。
ボートの上でうるかと成幸と再会し、うるかの英語をとても流暢だと褒める。
ハミちゃん
ハムスター。あすみに助けられたことがきっかけで、あすみを「おねーさま」と慕い家を抜け出して会いに来るものの、げっ歯類が苦手なあすみからは怖がられている。センター試験直前にあすみの前に再び現れ、受験用運ゲージの回復の助力をする。
第2回キャラクター人気投票での順位は21位（1票）。

四方谷 真子（よもや まこ）
ファミレス「ジョモサン」でバイトするウェイトレス。20歳。バイト歴2年。ドロドロ恋愛もの大好物。
問58.が初登場で、コミックス第10巻幕間で名前が明らかになる。
第2回キャラクター人気投票での順位は18位（2票）。

メアリー
アメリカの女性フィギュアスケーター。美春の滑りを高く評価している。
鷹本 えりか（たかもと えりか）
元競泳選手で、グラビア写真集に載っている。

日野（ひの）
一ノ瀬学園のOGで、真冬のかつての教え子。
在学時はピアニストを目指し、第一志望である六辻が丘音大を目指していたが、本心では自分にそこまでの才能がないことに気づいており、受験の結果は不合格に終わる。応援してくれていた真冬には感謝していたが、不合格のショックから彼女に心無い言葉を浴びせてしまい、真冬が才能至上主義に傾倒するきっかけを作った。
音大にこそ進学できなかったが、卒業後はインディーズバンドでピアノを任されている。成幸から真冬の現状を知らされたことから彼に協力し、フィギュアと教師の二択に迷う真冬とテレビ電話で話し「私の自慢の先生だから胸張ってやりたいことやって」と後押しする。
第2回キャラクター人気投票での順位は18位（2票）。

ゲン
小美浪診療所の患者。宗二朗とは釣り仲間。
小川（おがわ）、岡島（おかじま）、松田（まつだ）
「High Stage」の男性客。あすみに顔と名前を覚えられている。
フミ
古橋零侍が大学の人から数日預かることになった猫。かわいい外見で賢い。
レオナルド
オズウェイ・ヨーギィ大学の面接官。サングラスをかけており一見怖そうに見えるが、かわいい目をしている。
うるかに今までの学生生活において「青春」とはどのようなものだったか質問し、うるかからの回答を聞いて好評価する。

みさお
声 - 石見舞菜香
故人。漢字表記では「操」だが回想を除く全場面で「みさお」と表記されている。一人称は「私」で成幸のことを「ナリリン」、理珠のことを「リズリズ」、紗和子のことを「さわこ」と呼ぶ。
おかっぱの少女の霊。左手には常に両親から貰った人形フランソワをはめている。フランソワの表情は自身の表情と連動して変わる。普通の少女のような容姿をしているが写真写りがとても悪く鏡に映るときも同様である。
病気でずっと入院していたため友達ができず「いっしょに笑ってくれる友達がほしい」と思っていたが叶わぬままついに夭折した。このことが未練となり成仏できていない。自身の存在が強く意識されなければ目視すらされないことから意識させるために生前住んでいたマンションの部屋に紛れこんでは来訪者に悪戯をする。そのためこの部屋は最寄り駅である一ノ瀬駅から徒歩4分で3LDK、最上階角部屋にあるにも関わらず家賃2万円とかなり安価で事故物件として扱われている。成幸と真冬が部屋の内見に来たときも自分のことを認識しない2人に様々な悪戯を仕掛けてやがて目視されるようになっている。またこの部屋で理珠と紗和子がルームシェアすることになるがやはり最初目視されずこの時点で既に目視できている成幸にとても懐いており理珠と仲良くしていると嫉妬する。ちなみに理珠と紗和子のルームシェアする部屋でエアコンが故障していたりテレビが突如消えたりアイスが度々無くなる原因でもある。地縛霊ではなく入居者から5メートル以内であれば行動を共にできる。
紗和子の「寂しくないフリ」をする姿を自分の生前の姿と照らし合わせ率先して助けたいという意思を示しボードゲーム即売会に翔を呼び寄せるなどの行動もしている。最初自身も目視していなかった理珠や紗和子からも目視されるようになり友達となったことにより未練がなくなり成仏する。

#### 離島
「明日の夜の小妖精編」にのみ登場する人物
志摩 ユカリ（しま ユカリ）
声 - 島袋美由利（音声ドラマ）
成幸の教え子の1人で女子中学生。ロングヘアーで左目が隠れることが多い。中学生とは思えないほどの巨乳。成幸とあすみの関係に興味津々。成幸に横恋慕を抱く。耳年増なところがある。
成幸とあすみが本当の恋人になった後も成幸に迫っているため、あすみからは警戒されている。
氷室 藍（ひむろ あい）
声 - 七瀬彩夏（音声ドラマ）
成幸の教え子の1人で14歳の女子中学生。ユカリの親友。ショートヘアー。
氷室 乱堂（ひむろ らんどう）
声 - 上別府仁資（音声ドラマ）
藍の祖父。72歳。氷屋を経営しており島一番のガンコジジイと島民から言われている。
当初はよそ者のあすみと成幸に冷たかったが、腰を痛めていたところをあすみに治してもらったことと、成幸に氷運びを手伝ってもらったことで、2人を認めるようになる。

## 用語
一ノ瀬学園（いちのせがくえん）
成幸たちが通う高校。正式名称は「県立一ノ瀬学園」。校訓は「友情 努力 勝利」。
歴代の生徒の中でも特に優秀と見なされた者に限り、その後の大学進学にかかる全ての学費が免除される「特別VIP推薦」というシステムを導入している。1学期には2泊3日学習強化合宿もある。
「特別VIP推薦」で提携しているのは一ノ瀬大学のみであり、文学部、商学部、理工学部、経済学部、経営学部、法学部があるが、教育学部は無い。
放課後になると生物室の骨格標本がひとりでに生物室内を徘徊し始めるという噂があり、放課後ほぼ生物室には人が寄り付かない。
一ノ瀬学園文化祭には、後夜祭で打ち上げられる1発目の花火が上がった瞬間に触れ合っていた男女は、必ず結ばれるというジンクスがある。
緒方うどん
理珠の実家のうどん屋。理珠の父が経営している。金銭の管理と出前は理珠が行っている。一ノ瀬学園の職員たちも昼食に出前を取ることがある。
High Stage（ハイステージ）
あすみのバイト先のメイド喫茶。席代だけで1000円も取られる。接客業務の他、家事代行サービスも行っている。
七緒南中学校（ななおみなみちゅうがっこう）
成幸とうるかが通っていた中学校。小林、川瀬、海原もここの中学出身である。現在、水希が通っている。
音羽体育大学（おとわたいいくだいがく）
うるかがスポーツ推薦で受ける予定の大学。今年から文武両道推奨とやらで大会の実績プラス英語も試験内容に入った。英語での面接もある。
オーストラリアの有名な水泳の名門大学であるオズウェイ・ヨーギィ大学と交換留学制度を実施しており、留学するには入試の英語で8割のボーダーを超える必要がある。
東景女子大(とうけいじょしだい)
美春の在籍する大学。フィギュアスケートにおいては名門中の名門。
弓弦羽大学（ゆづるはだいがく）
理珠が受験する心理学科と紗和子が受験する数学科がある。古橋零侍がここの数学教授をしている。
ドクターフィッシュ8号ちゃん
通称「ドハっちゃん」。スマホアプリのキャラで、OLや子供に大人気。あすみがはまっている。
武樫野遊園地（むかしのゆうえんち）
ウン年前に潰れた遊園地。ジェットコースターの不具合で誰かが怪我したことが原因。
タイムスリップした成幸と高校2年の真冬が遊んだ場所であり、ジェットコースターの不具合で誰かが怪我する前に係員に伝えたことで歴史改変が起こり、現在は潰れたことが無かったことになって大盛況になっている。
彼は教え子につき（かれはおしえごにつき）
通称「カレエゴ」。主人公クリスと教え子結人のラブロマンス漫画。真冬が抜き打ち持ち物検査で池田から没収したのを間違えて持ち帰ったもの。その内容と成行とのやり取りがほとんど一致したことから真冬もはまってしまった。
続編に「彼は元教え子につき」がありゲーム化もされている。
魔法少女フルピュア（まほうしょうじょフルピュア）
毎週日曜朝に放送されるテレビアニメ。葉月が大好きな番組で、成幸も一緒に見ている。
文化祭では、登場するキャラクターの衣装で水泳部のメンバーがライブを行った。劇中のライバルに「フルピュア・ダークネス」なるキャラクターがおり、文化祭で成幸は衣装を自作しうるかが着用した。アニ研の部長からは、文化祭当日の朝の放送で登場したばかりのキャラクターだったため、「相当なフルピュアラー」だと思われている。

## 書誌情報
英語翻訳版『We Never Learn』はビズメディアから2018年12月に刊行開始。

### 原作
- 筒井大志 『ぼくたちは勉強ができない』 集英社〈ジャンプ・コミックス〉、全21巻
  1. 「天才と[X]は表裏一体である」2017年6月7日第1刷発行（6月2日発売[集 2]）、ISBN 978-4-08-881111-6
  2. 「林間の天才は[X]に迷走する」2017年8月9日第1刷発行（8月4日発売[集 3]）、ISBN 978-4-08-881195-6
  3. 「天才[X]たちはかくして勉強ができない」2017年10月9日第1刷発行（10月4日発売[集 4]）、ISBN 978-4-08-881214-4
  4. 「かの新天地にて迷える子羊は[X]と邂逅する」2017年12月9日第1刷発行（12月4日発売[集 5]）、ISBN 978-4-08-881289-2
  5. 「喧々たる夜に果たして[X]は勉強ができない」2018年2月7日第1刷発行（2月2日発売[集 6]）、ISBN 978-4-08-881342-4
  6. 「湯の花に咲くは天才どもが[X]の跡である」2018年5月7日第1刷発行（5月2日発売[集 7]）、ISBN 978-4-08-881414-8
  7. 「彼らは戯れに[X]なる言の葉を披瀝する」2018年7月9日第1刷発行（7月4日発売[集 8]）、ISBN 978-4-08-881510-7
  8. 「祭の行方はいざ知らず[X]どもは華やかに舞う」2018年9月9日第1刷発行（9月4日発売[集 9]）、ISBN 978-4-08-881564-0
  9. 「ゆく[X]の流れは絶えずして…」2018年12月9日第1刷発行（12月4日発売[集 10]）、ISBN 978-4-08-881646-3
  10. 「またしても天才は[X]どもの戯言に踊る」2019年2月9日第1刷発行（2月4日発売[集 11]）、ISBN 978-4-08-881724-8
  11. 「最愛の星に[X]の名を」2019年4月9日第1刷発行（4月4日発売[集 12]）、ISBN 978-4-08-881798-9
  12. 「黄昏に氷の華は[X]と舞う」2019年6月9日第1刷発行（6月4日発売[集 13]）、ISBN 978-4-08-881866-5
  13. 「砂上の妖精は[X]に明日を描く」2019年9月9日第1刷発行（9月4日発売[集 14]）、ISBN 978-4-08-882021-7
  14. 「機械仕掛けの蛍は[X]の淡雪に焦がる」2019年11月6日第1刷発行（11月1日発売[集 15]）、ISBN 978-4-08-882083-5
    - アニメBD 同梱版 同日発売[集 16]、ISBN 978-4-08-908359-8

  15. 「それでも尚[X]を支えるものは」2020年1月9日第1刷発行（1月4日発売[集 17]）、ISBN 978-4-08-882173-3
  16. 「そして[X]の時」2020年4月8日第1刷発行（4月3日発売[集 18]）、ISBN 978-4-08-882253-2
    - アニメBD 同梱版 同日発売[集 19]、ISBN 978-4-08-908376-5

  17. 「泡沫の人魚姫は約束の[X]に濡つ」2020年6月9日第1刷発行（6月4日発売[集 20]）、ISBN 978-4-08-882335-5
  18. 「[X]＝機械仕掛けの親指姫編」2020年8月9日第1刷発行（8月4日発売[集 21]）、ISBN 978-4-08-882383-6
  19. 「[X]＝文学の森の眠り姫編」2020年10月7日第1刷発行（10月2日発売[集 22]）、ISBN 978-4-08-882430-7
  20. 「[X]＝明日の夜の小妖精編」2021年1月9日第1刷発行（1月4日発売[集 23]）、ISBN 978-4-08-882530-4
    - 音声ドラマ＆ミニ画集付き同梱版 同日発売[集 24]、ISBN 978-4-08-908397-0

  21. 「[X]＝薄氷の女王編」2021年3月9日第1刷発行（3月4日発売[集 1]）、ISBN 978-4-08-882577-9
    - 音声ドラマ＆ミニ画集付き同梱版 同日発売[集 25]、ISBN 978-4-08-908398-7

### その他書誌
- 原作：筒井大志、小説：はむばね 『ぼくたちは勉強ができない 非日常の例題集』2019年4月9日第1刷発行（4月4日発売[集 26]）、ISBN 978-4-08-703474-5
- 原作：筒井大志、小説：はむばね 『ぼくたちは勉強ができない 未体験の時間割』2019年12月9日第1刷発行（12月4日発売[集 27]）、ISBN 978-4-08-703489-9

## テレビアニメ
第1期は2019年4月から6月までTOKYO MXほかにて放送された。第2期『ぼくたちは勉強ができない！』（第2期はタイトル末尾に『！』を追加）が、同年10月から12月まで放送された。

### スタッフ
- 原作 - 筒井大志[4][63]
- 監督 - 岩崎良明[4][63]
- シリーズ構成・脚本 - 雑破業[4][63]
- キャラクターデザイン・総作画監督 - 佐々木政勝[4][63]
- 美術監督 - 松本浩樹[4]
- 美術デザイン - 山本浩憲、村田貴弘[4]
- 色彩設計 - 松山愛子[4]
- プロップデザイン - 苗木陽子
- 撮影監督 - 今泉秀樹[4]
- 編集 - 梅津朋美[4]
- 音響監督 - 本山哲[4]
- 音楽 - 中山真斗[4]
- 音楽制作 - ANIPLEX
- 音楽プロデューサー - 山内真治
- プロデューサー - 中山信宏、三條場一正、大和田智之、金庭こず恵
- アニメーションプロデューサー - 井田和行
- 制作プロデューサー - 出口秀男
- 制作統括プロデューサー - カルキ ラジーブ
- アニメーションプロデュース - barnum studio[4]
- アニメーション制作 - stシルバー × アルボアニメーション[4][63]
- 製作 - ぼくたちは勉強ができない製作委員会（アニプレックス、集英社、ADK、BS11、ムービック）[4]

### 主題歌
本作のためにヒロインを演じる声優によるユニットStudyが結成された。初期メンバーは古橋文乃（白石晴香）、緒方理珠（富田美憂）、武元うるか（鈴代紗弓）の3人で、第2期から新たに桐須真冬（Lynn）と小美浪あすみ（朝日奈丸佳）が加わった。
「セイシュンゼミナール」
Studyによる第1期オープニングテーマ。作詞はこだまさおり、作曲は山田高弘、編曲は齋藤真也。
「Never Give It Up!!」
Studyによる第1期エンディングテーマ。作詞は川田まみ、作曲・編曲は井内舞子。
「Can now, Can now」
Studyによる第2期オープニングテーマ。作詞・作曲は園田健太郎、編曲は鈴木Daichi秀行。
「放課後のリバティ」
halcaによる第2期エンディングテーマ。作詞は宮嶋淳子、作曲・編曲は本田正樹。
「関係≧方程式」
Studyによる第2期最終話（第13話）エンディングテーマ。作詞・作曲・編曲は橋本由香利。
「ワンダー・ピュアマジック!」
川瀬あゆ子（大地葉）、海原智波（阿澄佳奈）による第2期第12話の挿入歌。作詞・作曲・編曲は西田圭稀。
「星空のプレリュード」
武元うるか（鈴代紗弓）による第2期第12話の挿入歌。作詞・作曲・編曲は西田圭稀。
「仰げば尊し」
第2期最終話（第13話）の挿入歌。

### 各話リスト
| 話数   | サブタイトル                                                                                | 絵コンテ          | 演出              | 作画監督                                                            |       |       |       |       |       |       |       |       |       |       |       |       |       |       |       |       |       |       |       |       |
| 第1期  | 第1期                                                                                       | 第1期             | 第1期             | 第1期                                                               | 第1期 | 第1期 | 第1期 | 第1期 | 第1期 | 第1期 | 第1期 | 第1期 | 第1期 | 第1期 | 第1期 | 第1期 | 第1期 | 第1期 | 第1期 | 第1期 | 第1期 | 第1期 | 第1期 | 第1期 |
| ------ | ------------------------------------------------------------------------------------------- | ----------------- | ----------------- | ------------------------------------------------------------------- | ----- | ----- | ----- | ----- | ----- | ----- | ----- | ----- | ----- | ----- | ----- | ----- | ----- | ----- | ----- | ----- | ----- | ----- | ----- | ----- |
| 第1話  | 天才と[X]は表裏一体である                                                                   | 岩崎良明          | 曽根利幸          | 佐々木政勝                                                          |       |       |       |       |       |       |       |       |       |       |       |       |       |       |       |       |       |       |       |       |
| 第2話  | 魚心あれば、天才に[X]心あり                                                                 | 井出安軌          | 山口美浩          | 佐々木政勝                                                          |       |       |       |       |       |       |       |       |       |       |       |       |       |       |       |       |       |       |       |       |
| 第3話  | 天才は[X]にも心通ずるものと知る                                                             | 曽根利幸 村上勉   | 北川正人          | 清水博幸                                                            |       |       |       |       |       |       |       |       |       |       |       |       |       |       |       |       |       |       |       |       |
| 第4話  | 彼女が天才に望むもの即ち[X]である                                                           | 村上勉            | 村上勉            | 佐藤弘明 和田賢人 森田実 臼田美夫                                   |       |       |       |       |       |       |       |       |       |       |       |       |       |       |       |       |       |       |       |       |
| 第5話  | 林間の天才は[X]に迷走する                                                                   | 武市直子          | 曽根利幸          | 小堤悠香 櫻井祐哉 飯飼一幸 中山和子 松下純子                        |       |       |       |       |       |       |       |       |       |       |       |       |       |       |       |       |       |       |       |       |
| 第6話  | 天才[X]たちは、かくして勉強ができない                                                       | 井出安軌          | 山口美浩 伊藤達文 | いとうまりこ                                                        |       |       |       |       |       |       |       |       |       |       |       |       |       |       |       |       |       |       |       |       |
| 第7話  | 前任者の秘匿領域は[X]な有様である                                                           | 林直孝            | 横山ひろゆき      | 森田実 北島勇樹 高橋宏郁 和田賢人 佐藤隆雄 ぐんそう                 |       |       |       |       |       |       |       |       |       |       |       |       |       |       |       |       |       |       |       |       |
| 第8話  | 天才の一挙手一投足は時に[X]を翻弄する                                                       | 村上勉            | 村上勉            | 清水博幸 南伸一郎 松下純子                                          |       |       |       |       |       |       |       |       |       |       |       |       |       |       |       |       |       |       |       |       |
| 第9話  | 禁断の地にて彼は、[X]が為奮闘する                                                           | 伊藤浩            | 曽根利幸          | 小堤悠香 櫻井祐哉 飯飼一幸 中山和子 松下純子                        |       |       |       |       |       |       |       |       |       |       |       |       |       |       |       |       |       |       |       |       |
| 第10話 | かの新天地にて迷える子羊は[X]と邂逅する                                                     | 井出安軌          | 球野たかひろ      | いとうまりこ                                                        |       |       |       |       |       |       |       |       |       |       |       |       |       |       |       |       |       |       |       |       |
| 第11話 | 威厳ある先任者は時に[X]にかしづく                                                           | 宮崎なぎさ        | 北川正人          | 北島勇樹 森田実 佐藤弘明 橋口翔太郎 栗西祐輔                        |       |       |       |       |       |       |       |       |       |       |       |       |       |       |       |       |       |       |       |       |
| 第12話 | 天才は時に[X]をともに分かち追懐する                                                         | 難波七            | 村上勉            | 橋口翔太郎 佐藤弘明 南伸一郎 高橋宏郁 河村涼子 青木真理子 五十子忍  |       |       |       |       |       |       |       |       |       |       |       |       |       |       |       |       |       |       |       |       |
| 第13話 | 天才の目に天の光はすべて[X]である                                                           | 井出安軌          | 伊藤浩            | 小堤悠香 櫻井祐哉 飯飼一幸 中山和子 松下純子                        |       |       |       |       |       |       |       |       |       |       |       |       |       |       |       |       |       |       |       |       |
| OAD1   | 問48.渚に失せものありて先人は艶然と[X]する 問49.それは九死の前任者に唯一[X]させるものである | 井出安軌          | 東亮佑            | 徳田拓也 萩原省智 辻浩樹 櫻井拓郎                                   |       |       |       |       |       |       |       |       |       |       |       |       |       |       |       |       |       |       |       |       |
| 第2期  |                                                                                             |                   |                   |                                                                     |       |       |       |       |       |       |       |       |       |       |       |       |       |       |       |       |       |       |       |       |
| 第1話  | 天才と彼はその[X]なる判定に銘々慮る                                                         | 宮崎なぎさ        | 横山広行          | 清水博幸 森田実                                                     |       |       |       |       |       |       |       |       |       |       |       |       |       |       |       |       |       |       |       |       |
| 第2話  | 先人の誇りは時に[X]どもの事情と背反す                                                       | 井出安軌          | 北川正人          | 橋口祥太郎 高橋宏郁 宮かなえ                                        |       |       |       |       |       |       |       |       |       |       |       |       |       |       |       |       |       |       |       |       |
| 第3話  | 天才は変遷する季節と[X]模様に憂う                                                           | 宮崎なぎさ        | 北川正人          | 橋口翔太郎 佐藤弘明 高橋宏郁                                        |       |       |       |       |       |       |       |       |       |       |       |       |       |       |       |       |       |       |       |       |
| 第4話  | 時に天才は限定された[X]において奮闘する                                                     | 布一初女          | 渡邊葉            | いとうまりこ                                                        |       |       |       |       |       |       |       |       |       |       |       |       |       |       |       |       |       |       |       |       |
| 第5話  | 心尽くしの賜物は時に[X]の錯綜となる                                                         | 井出安軌 岩崎良明 | 又野弘道          | 櫻井祐哉 小堤悠香                                                   |       |       |       |       |       |       |       |       |       |       |       |       |       |       |       |       |       |       |       |       |
| 第6話  | 彼らは安んぞ面する[X]の志を知らんや                                                         | 難波七            | 横山広行          | 森田実 小松沙奈 高橋宏郁 橋口翔太郎 河村涼子 佐藤弘明               |       |       |       |       |       |       |       |       |       |       |       |       |       |       |       |       |       |       |       |       |
| 第7話  | 人知れず天才は彼らの忖度に[X]する                                                           | 中津環            | 上原秀明          | 清水博幸 森悦史 宮かなえ 須田力也 高橋宏郁                          |       |       |       |       |       |       |       |       |       |       |       |       |       |       |       |       |       |       |       |       |
| 第8話  | ゆく[X]の流れは絶えずして…                                                                  | 宮崎なぎさ        | 前園文夫          | 萩原省智 辻浩樹 櫻井拓郎 清水拓磨                                   |       |       |       |       |       |       |       |       |       |       |       |       |       |       |       |       |       |       |       |       |
| 第9話  | 最愛の星に[X]の名を（前編）                                                                 | 中津環            | 池田重隆          | 小堤悠香 櫻井祐哉 中山和子 飯飼一幸                                 |       |       |       |       |       |       |       |       |       |       |       |       |       |       |       |       |       |       |       |       |
| 第10話 | 最愛の星に[X]の名を（後編）                                                                 | 宮崎なぎさ        | 北川正人          | 和田賢人 前田義宏 高橋宏郁 宮かなえ 塩澤枢 服部憲知 佐藤弘明        |       |       |       |       |       |       |       |       |       |       |       |       |       |       |       |       |       |       |       |       |
| 第11話 | 祭のはじめは矢継ぎ早 彼らに[X]が降りかかる                                                  | 中津環            | 上原秀明          | 清水博幸 森悦史 青野厚司 竹上貴雄                                   |       |       |       |       |       |       |       |       |       |       |       |       |       |       |       |       |       |       |       |       |
| 第12話 | 祭の騒ぎは留まらず[X]どもは茨の道を往く                                                     | 又野弘道          | 又野弘道          | 磯野智 奥田泰弘 櫻井祐哉 萩原省智 辻浩樹 徳田拓也 清水拓磨 櫻井拓郎 |       |       |       |       |       |       |       |       |       |       |       |       |       |       |       |       |       |       |       |       |
| 第13話 | 祭の終わりは寂しくも華やかに[X]どもを祝福する                                               | 中津環            | 前園文夫          | 小堤悠香 櫻井祐哉                                                   |       |       |       |       |       |       |       |       |       |       |       |       |       |       |       |       |       |       |       |       |
| OAD2   | チャペルの鐘は[X]を祝福する                                                                 | 中津環            | 球野たかひろ      | 小堤悠香                                                            |       |       |       |       |       |       |       |       |       |       |       |       |       |       |       |       |       |       |       |       |

### 放送局
| 放送期間                | 放送時間                     | 放送局       | 対象地域   | 備考                             |
| ----------------------- | ---------------------------- | ------------ | ---------- | -------------------------------- |
| 2019年4月7日 - 6月30日  | 日曜 0:30 - 1:00（土曜深夜） | TOKYO MX     | 東京都     |                                  |
|                         |                              | 群馬テレビ   | 群馬県     |                                  |
|                         |                              | とちぎテレビ | 栃木県     |                                  |
|                         |                              | BS11         | 日本全域   | 製作参加 / BS放送 / 『ANIME+』枠 |
|                         | 日曜 2:38 - 3:08（土曜深夜） | 毎日放送     | 近畿広域圏 | 『アニメシャワー』第2部          |
| 2019年4月8日 - 7月1日   | 月曜 22:30 - 23:00           | AT-X         | 日本全域   | CS放送 / リピート放送あり        |
| 2019年4月10日 - 7月3日  | 水曜 2:05 - 2:35（火曜深夜） | テレビ愛知   | 愛知県     |                                  |
| 2019年4月18日 - 7月11日 | 木曜 1:55 - 2:21（水曜深夜） | 長崎文化放送 | 長崎県     | 『あに。』枠                     |

| 配信開始日   | 更新時間           | 配信サイト                                                      |
| ------------ | ------------------ | --------------------------------------------------------------- |
| 2019年4月7日 | 日曜 0:30 - 1:00   | AbemaTV                                                         |
|              | 日曜 1:00 更新     | dアニメストア                                                   |
| 2019年4月8日 | 月曜 12:00 更新    | dTV バンダイチャンネル Hulu ひかりTV FOD Amazonプライム・ビデオ |
|              | 月曜 22:00 更新    | ニコニコチャンネル                                              |
|              | 月曜 22:00 - 22:30 | ニコニコ生放送                                                  |
| 2019年4月9日 | 火曜 0:00 更新     | ビデオパス J:COMオンデマンド                                    |

| 放送期間                       | 放送時間                     | 放送局       | 対象地域   | 備考                             |
| ------------------------------ | ---------------------------- | ------------ | ---------- | -------------------------------- |
| 2019年10月6日 - 12月29日       | 日曜 0:30 - 1:00（土曜深夜） | TOKYO MX     | 東京都     |                                  |
|                                |                              | 群馬テレビ   | 群馬県     |                                  |
|                                |                              | とちぎテレビ | 栃木県     |                                  |
|                                |                              | BS11         | 日本全域   | 製作参加 / BS放送 / 『ANIME+』枠 |
| 2019年10月7日 - 12月30日       | 月曜 22:30 - 23:00           | AT-X         | 日本全域   | CS放送 / リピート放送あり        |
| 2019年10月9日 - 2020年1月6日   | 水曜 2:05 - 2:35（火曜深夜） | テレビ愛知   | 愛知県     | 最終話のみ放送曜日変更           |
| 2019年10月13日 - 12月29日      | 日曜 2:38 - 3:08（土曜深夜） | 毎日放送     | 近畿広域圏 | 『アニメシャワー』第2部          |
| 2019年10月25日 - 2020年1月24日 | 金曜 1:55 - 2:21（木曜深夜） | 長崎文化放送 | 長崎県     | 『あに。』枠                     |

| 配信開始日    | 更新時間           | 配信サイト                                                      |
| ------------- | ------------------ | --------------------------------------------------------------- |
| 2019年10月6日 | 日曜 0:30 - 1:00   | AbemaTV                                                         |
|               | 日曜 1:00 更新     | dアニメストア                                                   |
| 2019年10月7日 | 月曜 12:00 更新    | dTV バンダイチャンネル Hulu ひかりTV FOD Amazonプライム・ビデオ |
|               | 月曜 22:00 更新    | ニコニコチャンネル                                              |
|               | 月曜 22:00 - 22:30 | ニコニコ生放送                                                  |
| 2019年10月8日 | 火曜 0:00 更新     | ビデオパス J:COMオンデマンド                                    |

### CD
| 発売日         | タイトル                                                | 規格品番     |
| -------------- | ------------------------------------------------------- | ------------ |
| 2019年5月29日  | study／セイシュンゼミナール/Never Give It Up!! study盤  | SVWC-70411/2 |
| 2019年5月29日  | study／セイシュンゼミナール/Never Give It Up!! ぼく勉盤 | SVWC-70413   |
| 2019年7月24日  | study／PROGRESSIVE                                      | SVWC-70436/7 |
| 2019年10月30日 | study／Can now, Can now study盤                         | SVWC-70446/7 |
| 2019年10月30日 | study／Can now, Can now ぼく勉盤                        | SVWC-70448   |

### BD / DVD
各巻の完全生産限定版特典として、描き下ろし三方背ケース、描き下ろしデジパック、オリジナル・サウンドトラック（特典CD）、キャラクターソング（特典CD）、特性ブックレット、オーディオコメンタリーがそれぞれ同梱されている。
| 巻 | 発売日         | 収録話          | 規格品番      | 規格品番      | 特典                                                                              | 特典                                                                 |
| 巻 | 発売日         | 収録話          | BD限定版      | DVD限定版     | CD                                                                                | 映像                                                                 |
| -- | -------------- | --------------- | ------------- | ------------- | --------------------------------------------------------------------------------- | -------------------------------------------------------------------- |
| 1  | 2019年6月26日  | 第1話 - 第2話   | ANZX-14461/2  | ANZB-14461/2  | オリジナル・サウンドトラック Vol.1                                                | - ノンクレジットオープニング - ノンクレジットエンディング - PV・CM集 |
| 2  | 2019年7月24日  | 第3話 - 第4話   | ANZX-14463/4  | ANZB-14463/4  | キャラクターソング「トモダチ座」古橋文乃（CV.白石晴香）                           |                                                                      |
| 3  | 2019年8月28日  | 第5話 - 第6話   | ANZX-14465/6  | ANZB-14465/6  | キャラクターソング「ことだまコンフュージョン」緒方理珠（CV.富田美憂）             |                                                                      |
| 4  | 2019年9月25日  | 第7話 - 第8話   | ANZX-14467/8  | ANZB-14467/8  | キャラクターソング「太陽とドルフィンキック」武元うるか（CV.鈴代紗弓）             |                                                                      |
| 5  | 2019年10月30日 | 第9話 - 第10話  | ANZX-14469/70 | ANZB-14469/70 | キャラクターソング「次の問いに答えよ」桐須真冬（CV.Lynn）                         |                                                                      |
| 6  | 2019年11月27日 | 第11話 - 第13話 | ANZX-14471/ 2 | ANZB-14471/2  | キャラクターソング「小妖精ファイターあしゅみぃ伝説」小美浪あすみ（CV.朝日奈丸佳） |                                                                      |

| 巻 | 発売日         | 収録話          | 規格品番      | 規格品番      | 特典 | 特典                                                                 |
| 巻 | 発売日         | 収録話          | BD限定版      | DVD限定版     | CD | 映像                                                                 |
| -- | -------------- | --------------- | ------------- | ------------- | --- | -------------------------------------------------------------------- |
| 1  | 2019年12月25日 | 第1話 - 第2話   | ANZX-14921/2  | ANZB-14921/2  | キャラクターソング「流星のち晴れ」古橋文乃（CV.白石晴香） オリジナル・サウンドトラック Vol.2                                                                                                | - ノンクレジットオープニング - ノンクレジットエンディング - PV・CM集 |
| 2  | 2020年1月29日  | 第3話 - 第4話   | ANZX-14923/4  | ANZB-14923/4  | キャラクターソング「100点が取れるまで」緒方理珠（CV.富田美憂） |                                                                      |
| 3  | 2020年2月26日  | 第5話 - 第6話   | ANZX-14925/6  | ANZB-14925/6  | キャラクターソング「水平線でクイックターン」武元うるか（CV.鈴代紗弓） | キャラクターPV                                                       |
| 4  | 2020年3月25日  | 第7話 - 第8話   | ANZX-14927/8  | ANZB-14927/8  | キャラクターソング「My first story」桐須真冬（CV.Lynn） |                                                                      |
| 5  | 2020年5月27日  | 第9話 - 第10話  | ANZX-14929/30 | ANZB-14929/30 | キャラクターソング「明日見あげる場所」小美浪あすみ（CV.朝日奈丸佳） |                                                                      |
| 6  | 2020年6月24日  | 第11話 - 第13話 | ANZX-14931/2  | ANZB-14931/2  | オリジナル・サウンドトラック Vol.3 挿入歌 「ワンダー・ピュアマジック!」桐須真冬（CV.Lynn）&川瀬あゆ子（CV.大地葉）&海原智波（CV.阿澄佳奈）／「星空のプレリュード」武元うるか（CV.鈴代紗弓） |                                                                      |

## コラボレーション
2017年12月・2018年正月に、神田明神にて本作品のイラストを用いたコラボ絵馬が配布された。
ジャンプ本誌やジャンプGIGAでは、2017年末に連続して『BORUTO-ボルト- -NARUTO NEXT GENERATIONS-』『ゆらぎ荘の幽奈さん』『ROBOT×LASERBEAM』とのイラストコラボが行われた。
2018年11号では岡田結実が文乃に扮装したグラビアが掲載された。
2025年4月4日、筒井大志の『シド・クラフトの最終推理』単行本第1巻の発売を記念して、同作とのコラボ読み切りが『少年ジャンプ+』にて公開された。